# 살류트 계획

살류트 계획의 표장

살류트(러시아어: Салю́т, "경례" 또는 "축포")는 1971년에 구소련이 쏘아올린 최초의 우주정거장이다. 살류트 1호는 도킹구 한 개가 있는 한 개의 모듈로 되어 있었다. 1971년 6월에 우주비행사 3명은 자신들이 타고 간 소유스 11호를 살류트 1호에 연결하고, 의학적인 관찰과 실험을 하면서 23일 동안 지냈다. 그러나 지구로 돌아오는 동안 소유스 11호에서 공기가 새는 비극적인 사고가 생겨 3명의 우주비행사가 모두 목숨을 잃었다.
1977년에 쏘아올려진 살류트 6호에는 주 모듈의 한쪽 끝에 도킹구가 두 개 있었다. 이런 새로운 설계로 우주정거장의 승무원들은 다음 승무원이나 보급 우주선의 방문을 받을 수 있게 되었다. 소유스를 고쳐서 만든 무인우주선이 1978년에 새로운 물자와 기구를 살류트 6호로 실어나르기 시작했다. 이로써 우주정거장에서 훨씬 더 편리하게 생활할 수 있게 되었고, 우주정거장의 낡은 부분을 손보거나 고치는 일도 가능해졌다. 살류트 6호는 거의 5년 동안 승무원 16명이 번갈아 탑승하면서 지구궤도에서 길게는 6개월까지 지냈다.

## 같이 보기
- 살류트 1호
- 살류트 2호
- 살류트 3호
- 살류트 4호
- 살류트 5호
- 살류트 6호
- 살류트 7호